# Llac Shōji
El llac Shōji (精進湖, Shōji-ko?) és un dels cinc llacs Fuji i es troba a la ciutat de Fujikawaguchiko, al sud de la prefectura de Yamanashi, prop del mont Fuji, al Japó.
El llac Shōji és el més petit dels Cinc llacs Fuji pel que fa a la superfície, i el tercer més profund, amb una profunditat màxima de 15.2 metres (50 ft). La seva cota superficial de 900 metres (3,000 ft) és el mateix que per als llacs Motosu i Sai, la qual cosa confirma que aquests tres llacs eren originalment un únic llac, que va ser dividit per una enorme colada de lava del mont Fuji durant una erupció de l'any 864-868 dC. Les restes de la colada de lava es troben ara sota el bosc d'Aokigahara Jukai, i hi ha proves que indiquen que aquests tres llacs romanen connectats per vies navegables subterrànies.
El llac es troba dins dels límits del Parc Nacional Fuji-Hakone-Izu. L'aigua del llac té poca transparència i té tendència a una tonalitat verdosa a causa de les algues.
Igual que amb els altres Cinc llacs Fuj, la zona és un complex turístic popular, amb molts hotels al costat del llac, instal·lacions de windsurf, càmpings i vaixells d'excursió. La carpa blanca japonesa i el wakasagi es van introduir al llac durant el període Meiji, i la pesca esportiva també és popular.
El llac Shōji rep el nom de "Suïssa de l'Àsia oriental" perquè els anglesos de l'era Meiji van explorar al voltant de la base del mont Fuji i van comentar que la vista de la muntanya era més bella des del llac Shoji. El plàcid llac és ric en nutrients que inclouen el plàncton. Aquí, hi ha vaixells de lloguer disponibles al llarg de la costa per llogar.